# Maxwell House
Maxwell House — американский бренд кофе, производимый одноимённым подразделением Kraft Heinz в Северной Америке и JDE Peet’s в других странах. Впервые бренд был представлен в 1892 году оптовым бакалейщиком Джоэлом Оусли Чиком. Название Maxwell House бренд получил в честь одноимённого отеля в Нашвилле, штат Теннесси. В течение почти 100 лет, до конца 1980-х годов, это был самый продаваемый кофейный бренд в США. Слоган компании — «Добр до последней капли» (англ. «Good to the last drop»), который часто включается в логотип компании и печатается на этикетках.
Кофе Maxwell House принадлежал и производился несколькими компаниями, начиная с компании Джоэла Осли Чика The Nashville Coffee and Manufacturing Company, за которой последовали General Foods и Kraft Foods Inc.

## История

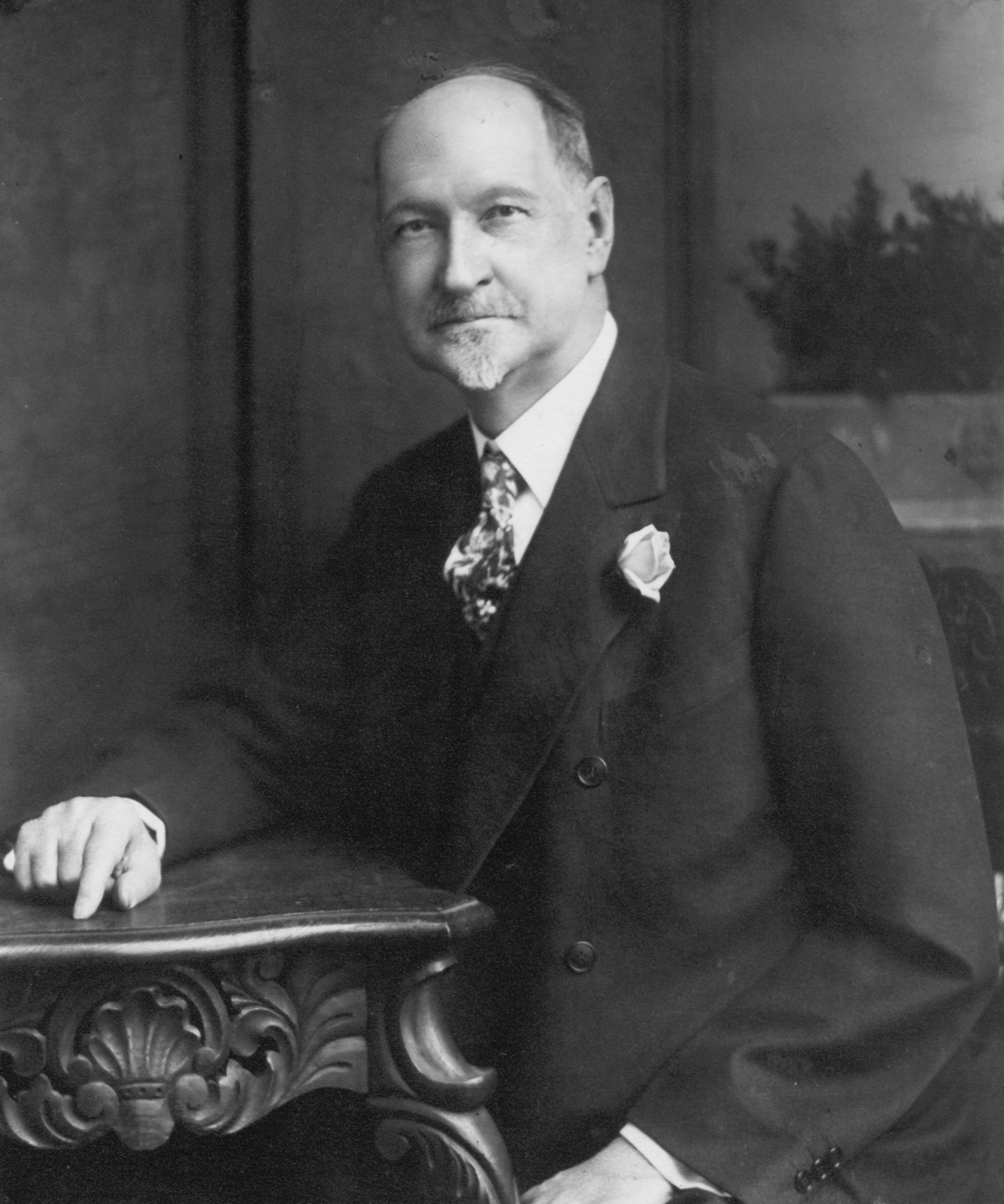
Джоэл Осли Чик — основатель бренда Maxwell House

В 1884 году в Нашвилле Джоэл Осли Чик познакомился с Роджером Нолли Смитом — британским обжарщиком кофе, который мог распознать происхождение кофе по запаху зёрен. Вместе они работали над получением идеальной смеси, и в 1892 году Чик подошёл к управляющему отеля Maxwell House и дал ему попробовать свой кофе. После протестов гостей, когда через несколько дней отель вернулся в своё первоначальное кафе поставщика, он решил использовать название Cheek’s.

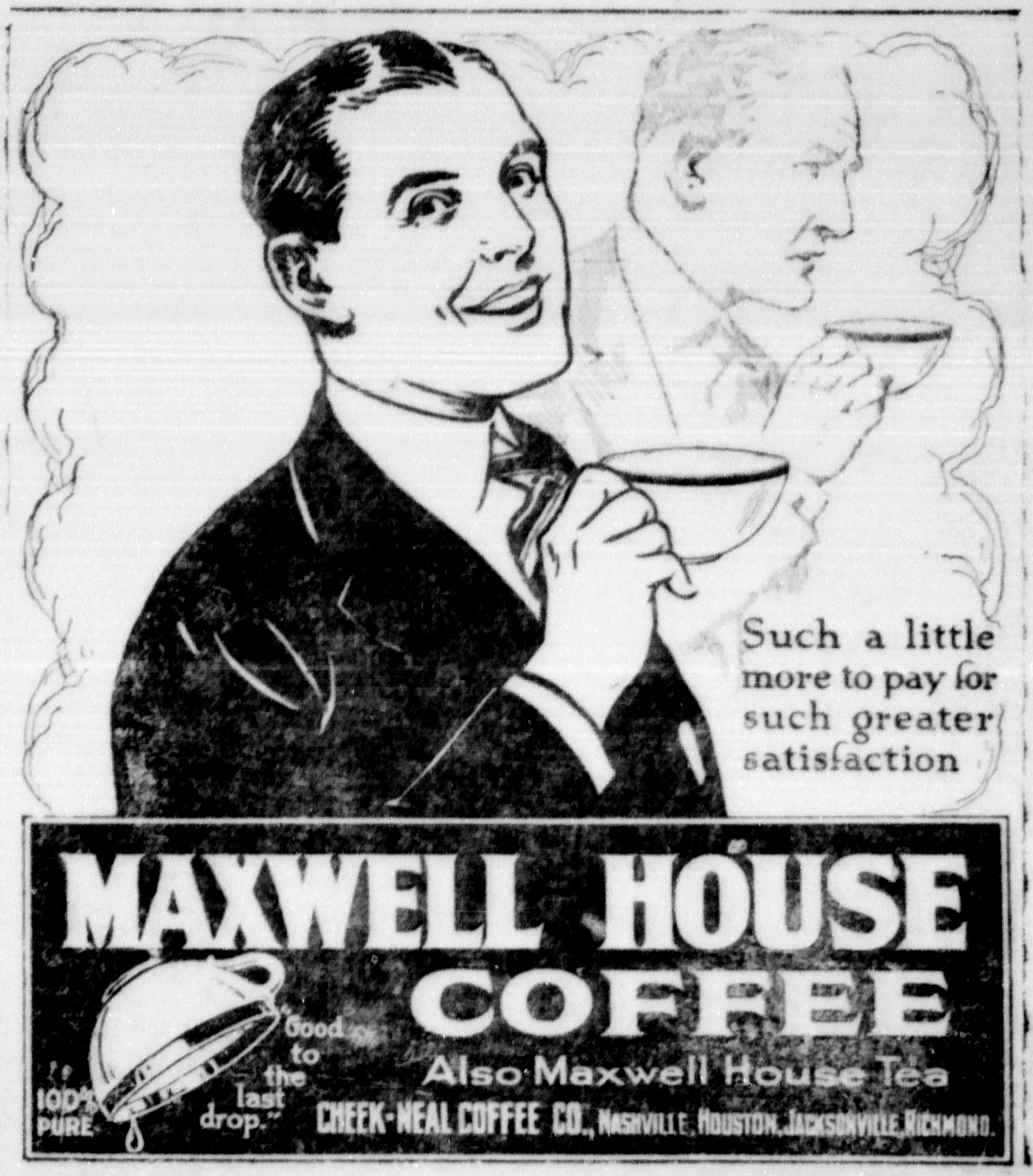
Объявление в газете «Maxwell House» (1921 год)

После такого первоначального успеха два основателя основали компанию The Nashville Coffee and Manufacturing Company — предприятие по распространению кофе, в основном, под брендом Maxwell House Coffee. Позже компания была переименована в The Cheek-Neal Coffee Company.
В первых рекламных объявлениях, появившихся в 1917 году, уже применялся слоган «Good to the last drop». В 1928 году компания Maxwell House была закуплена зерновой группой General Foods.

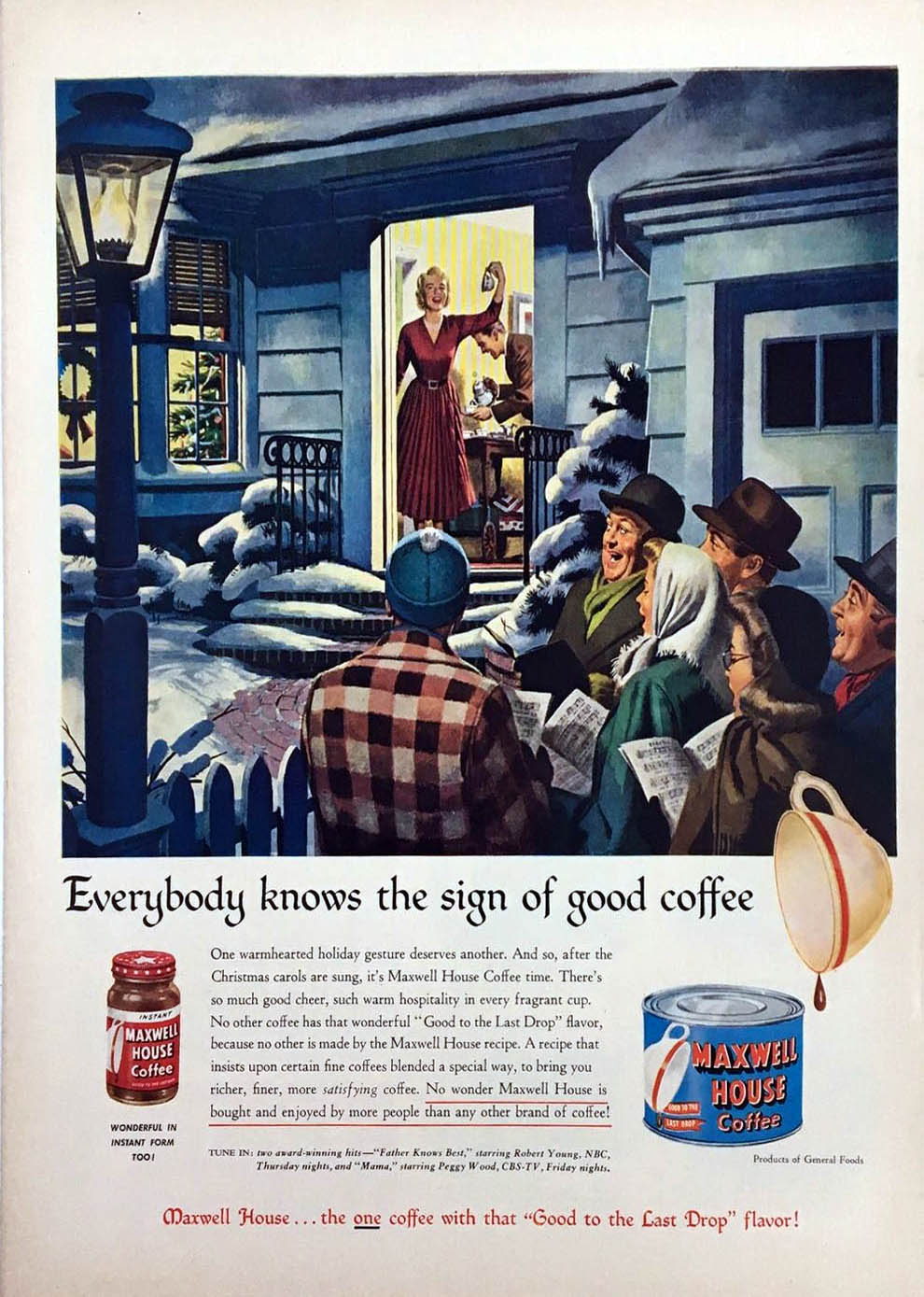
Реклама Maxwell House от General Foods (1950 год)

Растворимый кофе Maxwell House был запущен в производство в 1942 году, а в 1948 году бренд был представлен в Англии.

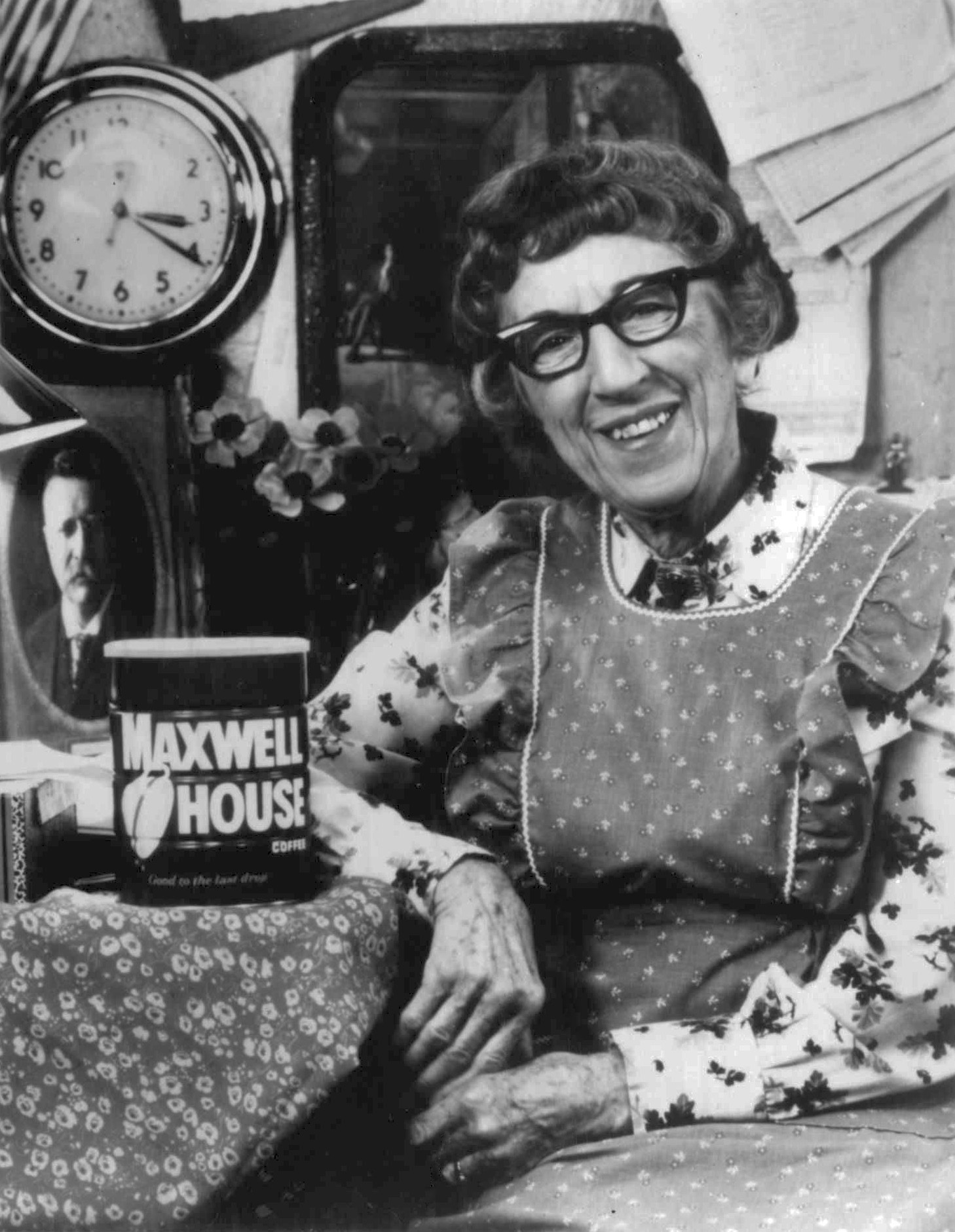
Актриса Маргарет Хэмилтон в роли Коры в рекламе Maxwell House (1977 год)

В ноябре 1985 года бренд Maxwell House перешёл в руки Philip Morris Companies, а корпорация General Foods стала дочерней компанией по производству продуктов питания. Позже она была переименована в Kraft Foods, а в 2007 году она стала независимой. В октябре 2012 года, после выделения североамериканских операций в новую компанию — Kraft Foods Group — компания Kraft Foods была переименована в Mondelēz International, а компания Maxwell House управлялась двумя разными организациями.

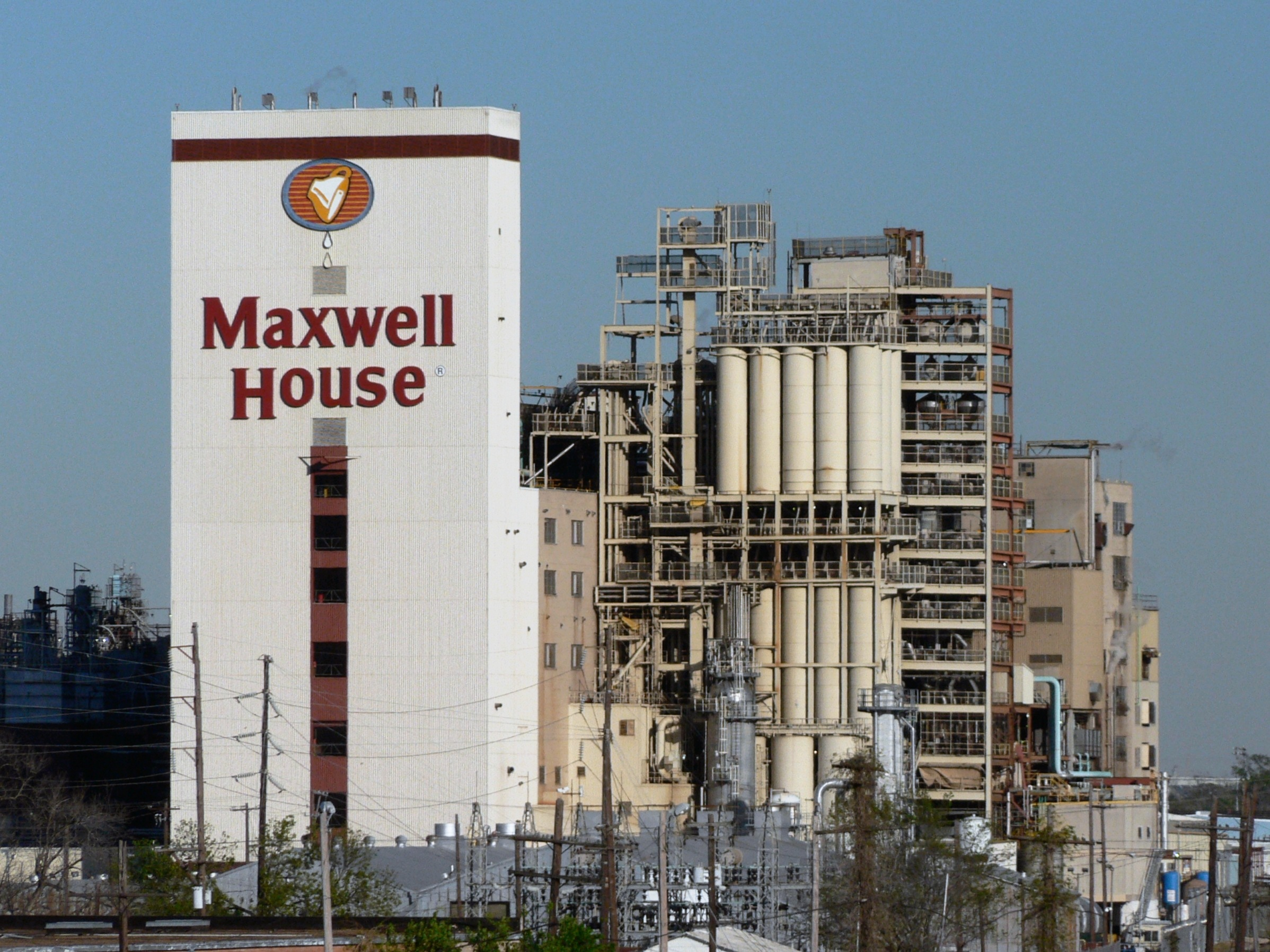
Бывшая фабрика Maxwell House в Хьюстоне, штат Техас

С 2015 года компания Maxwell House входит в состав Jacobs Douwe Egberts — компании, возникшей в результате слияния Mondelēz International и D.E Master Blenders 1753 за пределами Северной Америки.

## Мировые рынки
Кроме Северной Америки и Южной Америки, кофе Maxwell House также продаётся в Германии, Великобритании, Ирландии, Польше, России, Украине, Тайване, Китае, Тунисе, Франции, на Ближнем Востоке и на Филиппинах.